# Kapuzinerkloster Vilshofen
Das Kapuzinerkloster Vilshofen ist ein ehemaliges Kloster der Kapuziner in Vilshofen an der Donau in Bayern in der Diözese Passau.

## Geschichte
Die Kapuziner rief man 1638 nach Vilshofen, um ihre Fastenpredigten zu hören. Das St. Vitus geweihte Kloster wurde 1642 gegründet. Am 17. Mai 1644 legte man den Grundstein zum Klosterbau. Am 23. April 1651 konnte die Klosterkirche vom Passauer Weihbischof Ulrich eingeweiht werden.
Nach dem Brand der Vilshofener Pfarrkirche im Jahr 1794 diente die Klosterkirche zugleich als Pfarrkirche. Das Kloster wurde 1802 im Zuge der Säkularisation aufgelöst. Der Konvent wurde nach Wasserburg am Inn „transportiert“. Die Gebäude und einen Teil des Gartens erwarb 1804 der Bräuer Johann Georg Wieninger (1746–1827), zusammen mit Besitz des ebenfalls aufgehobenen Kollegiatstifts, den anderen Teil erhielt der Landrichter Schattenhofer als Besoldungsgenuß. Kloster und Kirche wurden später teilweise zerstört.